# Veratrum viride
Veratrum viride là một loài thực vật có hoa trong họ Melanthiaceae. Loài này được Aiton miêu tả khoa học đầu tiên năm 1789.